# Live at the Palladium (Bad Religion)
Live at the Palladium è il secondo DVD pubblicato dai Bad Religion per la Epitaph Records nel 2006, è stato registrato durante due serate all'Hollywood Palladium.
Include anche interviste ai membri della band, video musicali, una galleria fotografica ed un bootleg al New Wave Theatre del 1981.

## Tracce
1. Sinister Rouge
2. No Control
3. Supersonic
4. Social Suicide
5. Los Angeles is burning
6. Modern Man
7. Kyoto Now
8. Stranger than Fiction
9. Struck a Nerve
10. Let them eat war
11. Suffer
12. Change of Ideas
13. God's Love
14. Recipe for Hate
15. Atomic Garden
16. 10 in 2010
17. You
18. Come join us
19. I want to Conquer the World
20. 21st Century Digital Boy
21. Generator
22. Fuck Armageddon, this is hell
23. Anesthesia
24. Infected
25. Chease
26. American Jesus
27. Along the way
28. Do what you want
29. Only gonna die
30. Sorrow

## Formazione
- Greg Graffin - voce
- Brett Gurewitz - chitarra
- Jay Bentley - basso
- Greg Hetson - chitarra
- Brian Baker - chitarra
- Brooks Wackerman - batteria